# Dricus du Plessis
Dricus du Plessis (Welkom, 14 de janeiro de 1994), também conhecido por suas iniciais DDP, é um lutador sul-africano de artes marciais mistas (MMA). Atualmente, ele compete na categoria peso-médio do Ultimate Fighting Championship (UFC), onde é ex-campeão peso-médio da organização. Ele é o primeiro sul-africano a ganhar um cinturão do UFC. Em 19 de agosto de 2025, ele era o 1º no ranking dos pesos-médios do UFC e o 11º no ranking peso por peso masculino do UFC. Fora do UFC, du Plessis também é ex-campeão dos pesos meio-médio e médio do Extreme Fighting Championship (EFC), e ex-campeão peso-meio-médio do Konfrontacja Sztuk Walki (KSW).

## Biografia
Du Plessis é um africâner, e nasceu em Welkom, África do Sul. Du Plessis começou a treinar judô aos cinco anos, seguido por luta livre aos doze, e depois kickboxing aos catorze. Em 2012, aos 17 anos, du Plessis se tornou o primeiro medalhista da África do Sul no Campeonato Mundial da WAKO ao ganhar a medalha de ouro em kickboxing no estilo K-1, mas decidiu fazer a transição para as artes marciais mistas após perceber que não havia tanto dinheiro no kickboxing. Além das artes marciais, du Plessis também jogou rugby durante seus anos escolares e desde então tem sido um apoiador declarado dos Springboks, a seleção nacional de rugby da África do Sul. Ele frequentou a Universidade de Pretória, onde estudou economia agrícola, mas desistiu no último ano para seguir carreira nas artes marciais mistas.

## Carreira nas artes marciais mistas

### Extreme Fighting Championship
Du Plessis teve três lutas amadoras antes de fazer sua estreia profissional em 2013, acumulando um cartel de 4–0 antes de enfrentar o futuro lutador do UFC e então campeão peso-médio do EFC, Garreth McLellan, no EFC Africa 33, perdendo por finalização com uma guilhotina no terceiro round.
Em junho de 2015, du Plessis fez sua estreia no peso-meio-médio no EFC Africa 40 contra Dino Bagattin, vencendo por finalização com um mata-leão no segundo round. Depois de um 2015 com 3–0, du Plessis enfrentou o veterano striker Martin van Staden no EFC 50 pelo cinturão vago dos meio-médios do EFC. Du Plessis venceu por finalização com uma guilhotina no terceiro round. Du Plessis foi posteriormente escalado para defender seu título contra um de seus ex-detentores, Henry Fadipe. No entanto, a luta foi cancelada quando Fadipe encontrou problemas com seu visto.
Du Plessis retornou ao EFC em 2017, derrotando o brasileiro Mauricio Da Rocha Jr. em uma luta no peso-meio-médio antes de enfrentar Yannick Bahati no EFC Africa 62 pelo cinturão dos médios. Du Plessis venceu por finalização com uma guilhotina a 1:30 do primeiro round, tornando-se campeão de duas divisões na organização.

### Konfrontacja Sztuk Walki
Em 2018, du Plessis foi escalado para desafiar Roberto Soldić pelo cinturão peso-meio-médio do KSW no KSW 43: Soldić vs. Du Plessis em 14 de abril. Em uma virada surpreendente, du Plessis destronou Soldic por nocaute técnico, após derrubá-lo com um gancho de esquerda. Os dois mais tarde fariam uma revanche no KSW 45: De Fries vs. Bedorf em outubro daquele ano, com du Plessis perdendo por nocaute no terceiro round.
Du Plessis lutou novamente pelo KSW no KSW 50 contra Joilton Santos, vencendo por nocaute técnico.

### Retorno ao EFC
Depois que Brendan Lesar surpreendeu o veterano Garreth McLellan pelo cinturão interino peso-médio do EFC no EFC Africa 80, du Plessis foi escalado para enfrentar Lesar pelo título no EFC Africa 83. Du Plessis venceu por finalização com uma guilhotina no primeiro round.

### Ultimate Fighting Championship

#### 2020
Du Plessis fez sua estreia na organização contra Markus Perez em 11 de outubro de 2020, no UFC Fight Night: Moraes vs. Sandhagen. Ele venceu a luta por nocaute no primeiro round.

#### 2021
Du Plessis estava agendado para enfrentar Trevin Giles em 20 de março de 2021, no UFC on ESPN: Brunson vs. Holland. No entanto, du Plessis se retirou devido a problemas com o visto, que restringiram sua viagem, e foi substituído por Roman Dolidze. A luta com Giles foi remarcada para 10 de julho de 2021, no UFC 264. Du Plessis venceu a luta por nocaute no segundo round. Esta vitória lhe rendeu o prêmio de Performance da Noite.

#### 2022
Du Plessis estava agendado para enfrentar Chris Curtis em 9 de abril de 2022, no UFC 273. No entanto, Curtis se retirou devido a uma lesão no pulso e foi substituído por Anthony Hernandez. As lutas foram novamente alteradas após Nassourdine Imavov se retirar por problemas com o visto, com du Plessis agora enfrentando Kelvin Gastelum. No entanto, Gastelum se retirou uma semana antes do evento devido a uma lesão não divulgada e sua luta com du Plessis foi cancelada.
Du Plessis então enfrentou Brad Tavares no UFC 276 em 2 de julho de 2022. Ele venceu a luta por decisão unânime.
Du Plessis enfrentou Darren Till no UFC 282 em 10 de dezembro de 2022. Ele venceu a luta por finalização no terceiro round. Esta luta lhe rendeu seu primeiro prêmio de Luta da Noite.

#### 2023
Du Plessis enfrentou Derek Brunson em 4 de março de 2023, no UFC 285. Ele venceu a luta por nocaute técnico devido a uma interrupção do córner aos 4:59 do segundo round.
Du Plessis enfrentou o ex-campeão peso-médio do UFC Robert Whittaker em uma luta eliminatória pelo título em 8 de julho de 2023, no UFC 290. Ele venceu a luta por nocaute técnico no segundo round. Esta vitória lhe rendeu o prêmio de Performance da Noite e o posto de desafiante número um da divisão dos médios.
Após sua vitória sobre Whittaker, era esperado que du Plessis enfrentasse Israel Adesanya pelo cinturão peso-médio do UFC no UFC 293. No entanto, du Plessis decidiu não lutar devido a uma lesão na perna e foi substituído por Sean Strickland.

#### 2024
Du Plessis enfrentou Sean Strickland pelo cinturão peso-médio do UFC em 20 de janeiro de 2024, no UFC 297. A dupla esteve presente no UFC 296 em 16 de dezembro de 2023, sentados a duas fileiras de distância um do outro por arranjo de Dana White. Enquanto trocavam palavras, Strickland gesticulou para que membros da plateia se afastassem e atacou du Plessis. A briga foi rapidamente separada e Strickland foi escoltado para fora do evento. No UFC 297, du Plessis venceu a luta por decisão dividida, tornando-se o primeiro campeão do UFC da África do Sul. 13 de 24 veículos de mídia pontuaram a luta para du Plessis. Esta luta lhe rendeu o prêmio de Luta da Noite.
Du Plessis fez sua primeira defesa de cinturão contra o ex-campeão peso-médio do UFC Israel Adesanya em 18 de agosto de 2024, no UFC 305. Ele venceu a luta por finalização com uma chave de pescoço no quarto round, a primeira derrota por finalização na carreira de Adesanya.

#### 2025
Du Plessis fez sua segunda defesa de cinturão em uma revanche contra o ex-campeão Sean Strickland em 9 de fevereiro de 2025, no UFC 312. Ele venceu a luta por decisão unânime.
Du Plessis fez sua terceira defesa de cinturão contra o desafiante invicto Khamzat Chimaev em 16 de agosto de 2025, no UFC 319. Ele perdeu o título por decisão unânime.

## Estilo de luta
Du Plessis luta na base ortodoxa, mas raramente parece "acadêmico". Sua movimentação é inconstante e desengonçada, seus socos saem em arcos com ângulos estranhos, e ele mergulha em quedas de duas pernas que mais parecem tackles de rugby do que entradas de wrestling universitário. Essas peculiaridades mascaram uma estratégia clara: pressão constante para a frente, alto volume de golpes na cabeça, corpo e pernas, e rápidas mudanças de nível que arrastam os oponentes para o chão quando eles começam a se fechar na guarda.
Críticos por muito tempo descartaram o estilo como desleixado, mas du Plessis argumenta que é simplesmente uma abordagem focada na luta, em vez de um exercício de coreografia. Os resultados o apoiam: em sua luta pela conquista do título contra Sean Strickland, ele manteve o ritmo e a pressão por cinco rounds sangrentos, superando o campeão em golpes nos rounds finais para garantir uma decisão dividida e se tornar o primeiro detentor de cinturão do UFC da África do Sul.
Fora do octógono, du Plessis desenvolveu uma reputação pela guerra psicológica, frequentemente frustrando ou desestabilizando emocionalmente os oponentes com provocações calmas, mas mordazes. Suas trocas de farpas nas coletivas de imprensa com Israel Adesanya e Sean Strickland chamaram a atenção não apenas pela tensão, mas por abalar visivelmente ambos os homens — Adesanya tornou-se emocionalmente reativo durante uma encarada no UFC 290, enquanto Strickland parecia abalado na preparação para o UFC 297 até mesmo atacando du Plessis antes da luta deles.

## Vida pessoal
Du Plessis é bilíngue; ele fala inglês e africâner.
Em abril de 2023, du Plessis passou por uma cirurgia para corrigir um problema respiratório em seu nariz. Segundo seu treinador Morne Visser, du Plessis vinha competindo no UFC com uma captação de "apenas 8% de oxigênio" por suas narinas. A cirurgia estava originalmente marcada para 2020, mas foi adiada depois que du Plessis assinou com o UFC. Em 2024, foi revelado que Visser usava uma pistola taser nos pés de du Plessis e de outros lutadores como método de treinamento, usando o choque elétrico como punição por baixo desempenho na academia.
Em 2025, du Plessis declarou em uma coletiva de imprensa que a reeleição de Donald Trump na América foi "incrível", chamando-o de "um presidente incrível". Du Plessis também elogiou o "compatriota sul-africano Elon Musk por também fazer a coisa certa".
Du Plessis pediu sua noiva Vasti Spiller em casamento em seu aniversário de 31 anos - 14 de janeiro de 2025.

## Campeonatos e realizações

### Kickboxing
- Associação Mundial de Organizações de Kickboxing
  - Campeonato Mundial Júnior de 2012 -  1º lugar, -86 kg (regras K-1)[9][8]

### Artes marciais mistas
- Ultimate Fighting Championship
  -  Campeão Peso-Médio do UFC (Uma vez)[75]
    - Duas defesas de cinturão bem-sucedidas vs. Israel Adesanya e Sean Strickland
    - Primeiro lutador sul-africano a ganhar um cinturão do UFC[3]
    - Empatado (Rich Franklin) com o quarto maior número de vitórias em lutas pelo cinturão dos médios do UFC (com 3)[76]

  - Performance da Noite (Duas vezes) vs. Trevin Giles e Robert Whittaker[30][44]
  - Luta da Noite (Duas vezes) vs. Darren Till e Sean Strickland 1[39][54]
  - Empatado (Chris Weidman) com a terceira maior sequência de vitórias na história da divisão peso-médio do UFC (com 9)[76]
  - Prêmios de Honra do UFC
    - 2024: Indicado a Finalização do Ano – Escolha dos Fãs vs. Israel Adesanya[77]

  - Prêmios do UFC.com
    - 2023: 9º lugar em Zebra do Ano vs. Robert Whittaker[78]
    - 2024: 5º lugar em Lutador do Ano,[79] 4º lugar em Finalização do Ano vs. Israel Adesanya[80] & 10º lugar em Luta do Ano vs. Israel Adesanya[81]

- Extreme Fighting Championship
  - Campeão Peso-Médio do EFC (uma vez; ex)
    - Uma defesa de cinturão

  - Campeão Peso-Meio-Médio do EFC (uma vez; ex)

- Konfrontacja Sztuk Walki
  - Campeão Peso-Meio-Médio do KSW (uma vez; ex)
  - Luta da Noite (Uma vez) vs. Roberto Soldić
  - Performance da Noite (Uma vez) vs. Roberto Soldić

- World MMA Awards
  - 2024: Lutador Internacional do Ano[82]

- ESPN
  - 2024: Finalização do Ano vs. Israel Adesanya[83]

- MMA Fighting
  - 2023: Segundo Time All-Star de MMA[84]
  - 2024: Primeiro Time All-Star de MMA[85]

## Cartel no MMA
| Cartel no MMA   |             |            |
| 26 lutas        | 23 vitórias | 3 derrotas |
| Por nocaute     | 9           | 1          |
| Por finalização | 11          | 1          |
| Por decisão     | 3           | 1          |

| Res.    | Cartel | Oponente              | Método                                  | Evento                                | Data       | Round | Tempo | Local             | Notas                                                                    |
| ------- | ------ | --------------------- | --------------------------------------- | ------------------------------------- | ---------- | ----- | ----- | ----------------- | ------------------------------------------------------------------------ |
| Loss    | 23–3   | Khamzat Chimaev       | Decisão (unânime)                       | UFC 319: du Plessis vs. Chimaev       | 16/08/2025 | 5     | 5:00  | Chicago, Illinois | Perdeu o Cinturão Peso-Médio do UFC.                                     |
| Vitória | 23–2   | Sean Strickland       | Decisão (unânime)                       | UFC 312: du Plessis vs. Strickland 2  | 09/02/2025 | 5     | 5:00  | Sydney            | Defendeu o Cinturão Peso-Médio do UFC.                                   |
| Vitória | 22–2   | Israel Adesanya       | Finalização (chave de pescoço)          | UFC 305: du Plessis vs. Adesanya      | 18/08/2024 | 4     | 3:38  | Perth             | Defendeu o Cinturão Peso-Médio do UFC.                                   |
| Vitória | 21–2   | Sean Strickland       | Decisão (dividida)                      | UFC 297: Strickland vs. du Plessis    | 20/01/2024 | 5     | 5:00  | Toronto, Ontário  | Ganhou o Cinturão Peso-Médio do UFC. Luta da Noite.                      |
| Vitória | 20–2   | Robert Whittaker      | Nocaute Técnico (socos)                 | UFC 290: Volkanovski vs. Rodríguez    | 08/07/2023 | 2     | 2:23  | Las Vegas, Nevada | Luta eliminatória pelo Cinturão Peso-Médio do UFC. Performance da Noite. |
| Vitória | 19–2   | Derek Brunson         | Nocaute Técnico (interrupção do córner) | UFC 285: Jones vs. Gane               | 04/03/2023 | 2     | 4:59  | Las Vegas, Nevada |                                                                          |
| Vitória | 18–2   | Darren Till           | Finalização (chave de pescoço)          | UFC 282: Błachowicz vs. Ankalaev      | 10/12/2022 | 3     | 2:43  | Las Vegas, Nevada | Luta da Noite.                                                           |
| Vitória | 17–2   | Brad Tavares          | Decisão (unânime)                       | UFC 276: Adesanya vs. Cannonier       | 02/07/2022 | 3     | 5:00  | Las Vegas, Nevada |                                                                          |
| Vitória | 16–2   | Trevin Giles          | Nocaute (socos)                         | UFC 264: Poirier vs. McGregor 3       | 10/07/2021 | 2     | 1:41  | Las Vegas, Nevada | Performance da Noite.                                                    |
| Vitória | 15–2   | Markus Perez          | Nocaute (socos)                         | UFC Fight Night: Moraes vs. Sandhagen | 11/10/2020 | 1     | 3:22  | Abu Dhabi         |                                                                          |
| Vitória | 14–2   | Brendan Lesar         | Finalização (guilhotina)                | EFC 83                                | 14/12/2019 | 1     | 4:15  | Gauteng           | Defendeu e unificou o Cinturão Peso-Médio do EFC.                        |
| Vitória | 13–2   | Joilton Santos        | Nocaute Técnico (socos)                 | KSW 50                                | 14/09/2019 | 2     | 3:04  | Londres           | Retorno ao peso-médio.                                                   |
| Derrota | 12–2   | Roberto Soldić        | Nocaute (socos)                         | KSW 45                                | 06/10/2018 | 3     | 2:33  | Londres           | Perdeu o Cinturão Meio-Médio do KSW. Luta da Noite.                      |
| Vitória | 12–1   | Roberto Soldić        | Nocaute Técnico (socos)                 | KSW 43                                | 14/04/2018 | 2     | 1:37  | Wrocław           | Ganhou o Cinturão Meio-Médio do KSW. Performance da Noite.               |
| Vitória | 11–1   | Yannick Bahati        | Finalização (guilhotina)                | EFC 62                                | 19/08/2017 | 1     | 1:30  | Gauteng           | Ganhou o Cinturão Peso-Médio do EFC.                                     |
| Vitória | 10–1   | Maurício da Rocha Jr. | Nocaute Técnico (socos)                 | EFC 59                                | 13/05/2017 | 1     | 3:58  | Gauteng           |                                                                          |
| Vitória | 9–1    | Rafał Haratyk         | Finalização (guilhotina)                | EFC 56                                | 09/12/2016 | 2     | 3:34  | Gauteng           | Luta no peso-médio.                                                      |
| Vitória | 8–1    | Martin van Staden     | Finalização (guilhotina)                | EFC 50                                | 17/06/2016 | 3     | 3:59  | Gauteng           | Ganhou o Cinturão Meio-Médio vago do EFC.                                |
| Vitória | 7–1    | Bruno Mukulu          | Finalização (mata-leão)                 | EFC 46                                | 12/12/2015 | 2     | 2:50  | Gauteng           | Luta em peso casado (79,8 kg).                                           |
| Vitória | 6–1    | Dino Bagattin         | Finalização (mata-leão)                 | EFC 40                                | 06/06/2015 | 2     | 3:33  | Gauteng           | Estreia no peso-meio-médio.                                              |
| Vitória | 5–1    | Darren Daniel         | Finalização (mata-leão)                 | EFC 37                                | 21/02/2015 | 1     | 4:50  | Gauteng           |                                                                          |
| Derrota | 4–1    | Garreth McLellan      | Finalização (guilhotina)                | EFC 33                                | 30/08/2014 | 3     | 2:12  | Gauteng           | Pelo Cinturão Peso-Médio do EFC.                                         |
| Vitória | 4–0    | Donavin Hawkey        | Nocaute Técnico (socos)                 | EFC 27                                | 27/02/2014 | 1     | 4:50  | Gauteng           |                                                                          |
| Vitória | 3–0    | JC Lamprecht          | Finalização (mata-leão)                 | EFC 24                                | 10/10/2013 | 3     | 1:54  | Gauteng           |                                                                          |
| Vitória | 2–0    | Bruno Mukulu          | Finalização (mata-leão)                 | EFC 23                                | 12/09/2013 | 1     | 2:34  | Gauteng           |                                                                          |
| Vitória | 1–0    | Tshikangu Makuebo     | Nocaute Técnico (lesão no joelho)       | EFC 21                                | 25/07/2013 | 1     | 1:18  | Gauteng           | Estreia no peso-médio.                                                   |

## Lutas em pay-per-view
| N. | Evento                               | Data                   | Local            | Cidade            | Vendas de PPV |
| -- | ------------------------------------ | ---------------------- | ---------------- | ----------------- | ------------- |
| 1. | UFC 297: Strickland vs. du Plessis   | 20 de janeiro de 2024  | Scotiabank Arena | Toronto, Ontário  | Não divulgado |
| 2. | UFC 305: du Plessis vs. Adesanya     | 18 de agosto de 2024   | RAC Arena        | Perth             | Não divulgado |
| 3. | UFC 312: du Plessis vs. Strickland 2 | 9 de fevereiro de 2025 | Qudos Bank Arena | Sydney            | Não divulgado |
| 4. | UFC 319: du Plessis vs. Chimaev      | 16 de agosto de 2025   | United Center    | Chicago, Illinois | Não Divulgado |